# 가미미나미즈루촌
가미미나미즈루촌(上南津留村)은 오이타현 기타아마베군에 있던 촌이다. 현재의 하쿠산시의 일부에 해당한다.